# Turbonilla cookeana
Turbonilla cookeana är en snäckart. Turbonilla cookeana ingår i släktet Turbonilla och familjen Pyramidellidae. Inga underarter finns listade i Catalogue of Life.